# Orka

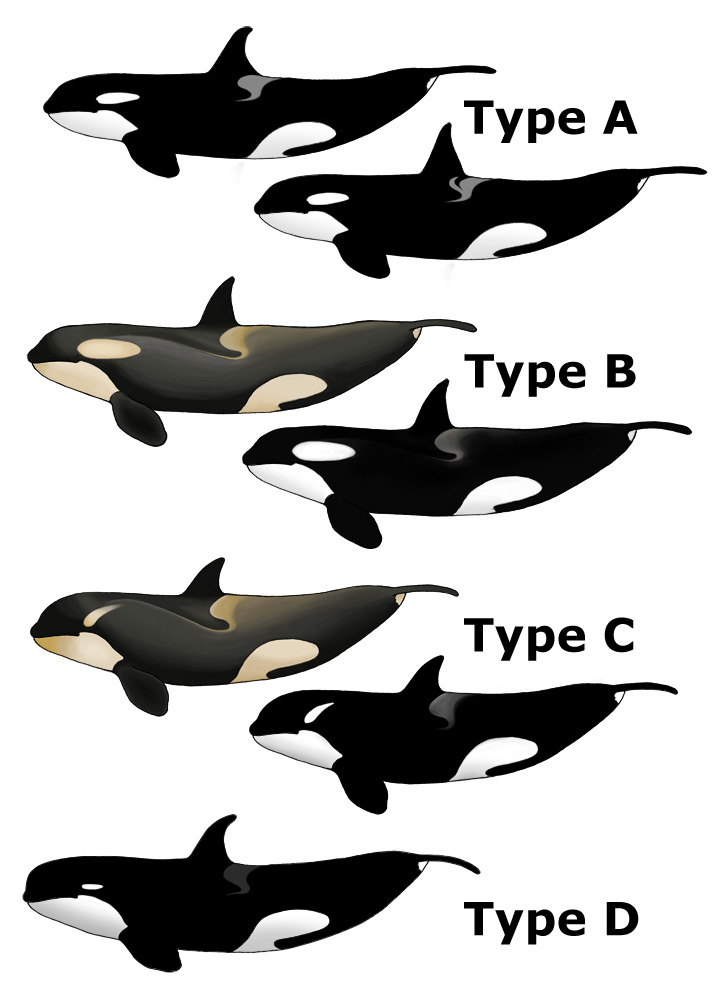
Enkele onderscheiden types; met name de vlek bij het oog vertoont goed zichtbare verschillen

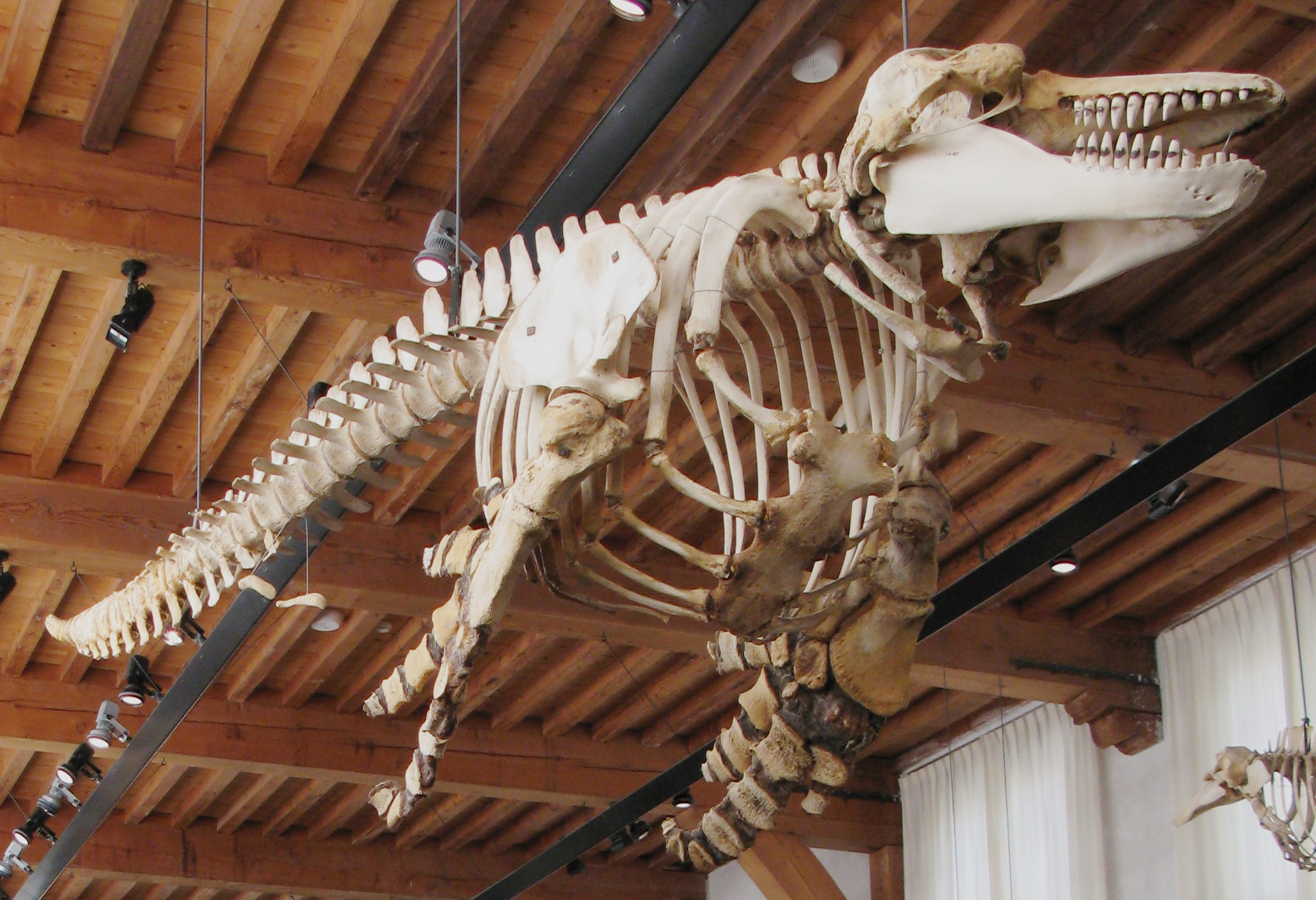
Skelet van een orka, Naturalis

De orka of zwaardwalvis (Orcinus orca) is de grootste vertegenwoordiger van de familie der dolfijnen (Delphinidae). De wetenschappelijke naam van de soort werd in 1758 als Delphinus orca gepubliceerd door Carl Linnaeus.

## Beschrijving
Orka's zijn gemakkelijk te herkennen: ze zijn van boven zwart, van onderen wit, en hebben een witte vlek net boven de ogen. Iedere orka heeft zijn eigen unieke patroon, dat net iets afwijkt van andere orka's, waardoor voor een geoefend oog herkenning en identificatie mogelijk wordt. Ze zijn vrij gedrongen van bouw en hebben een bijzonder opvallende rugvin (vandaar de naam zwaardwalvis), die tot 2 meter hoog kan zijn. Volwassen mannetjes zijn doorgaans 6,7 tot 8 meter lang (maximaal 9,8 meter) en wegen gemiddeld tussen de 4 en 6,3 ton (maximaal 10,5 ton). De vrouwtjes zijn iets kleiner, gemiddeld 5,7 tot 6,6 meter (maximaal 8,5 meter) lang, en gemiddeld 2,6 tot 3,8 ton zwaar (maximaal 7,4 ton). Bij de geboorte zijn kalveren gemiddeld 2,4 meter lang en wegen 180 kilogram. De grotere mannetjes zijn in de groep herkenbaar aan hun hoge, spitse rugvin.
Klik hierⓘ voor het geluid dat een orka maakt.
Vrouwtjesorka's worden gemiddeld 50 jaar oud, maar kunnen ouder dan 80 worden. Mannetjes hebben een levensverwachting van ongeveer 30 jaar, maar er zijn gevallen van meer dan 50 jaar oude mannetjes bekend. Orka's leven in gevangenschap korter dan in het wild. Vrouwtjes zijn niet hun hele leven vruchtbaar: tussen de 30 en 50 belanden ze in een fase van menopauze. Een grootmoederorka in menopauze leidt vaak de groep en deelt haar jacht en overlevingskennis met de jongere orka's.

## Verspreiding
Orka's komen voor in bijna alle wereldzeeën, zowel in de tropen als in gematigde en koude wateren. Vanwege deze kosmopolitische distributie is het lastig een exact beeld van verspreiding en aantallen te krijgen. Orka's lijken vaker voor te komen nabij de kust, en lijken een voorkeur te hebben voor het koude water van de hogere breedtegraden, zowel in het Arctisch als in het Antarctisch gebied, met name het gebied dat globaal ligt tussen de 50e en de 70e breedtegraad. Over migratie is weinig bekend. Van veel orka's die ieder jaar rond dezelfde tijd op dezelfde plaats worden gezien, is niet bekend waar ze de rest van het jaar zijn. Er leven geschat zo'n 50.000 orka's in totaal.

## Types
In de wateren rond het Verenigd Koninkrijk worden twee types orka's aangetroffen. Bij een type zijn de tanden meestal gaver en de mannetjes zijn er zo'n 2 meter langer dan bij het andere type. Het minder beschadigde gebit zou betekenen dat dit type een ander dieet en mogelijk niche heeft; het zou alleen leven van zeezoogdieren, terwijl het andere type minder selectief is. Het eten van bepaalde soorten vis zou het tandbederf veroorzaken. Dat de twee types zo goed uit elkaar kunnen gehouden worden, betekent dat ze in aparte populaties leven. Mogelijk leidt dit ooit tot het ontstaan van twee soorten orka's.
Onderzoek van mitochondriaal DNA wees eveneens uit dat er waarschijnlijk sprake is van verschillende soorten orka's die tussen 150.000 en 700.000 jaar geleden uit elkaar groeiden. De verschillende types of soorten kunnen ook onderscheiden worden op basis van dieet, leefgebied, uiterlijke kenmerken en taal. Het onderzoek vond alvast een onderscheid in twee Antarctische soorten en een soort uit het noordoosten van de Grote Oceaan. Die laatste zou zich 700.000 jaar geleden afgescheiden hebben van de andere en leeft op andere zeezoogdieren. De twee andere soorten onderscheiden zich onder meer door hun dieet: de ene soort eet zeezoogdieren, de andere jaagt op vis. In dit onderzoek werden echter niet alle bekende types bekeken. In een latere studie werd nog een vierde type in de studie betrokken. Op basis van het mitochondriaal DNA viel ook dit type te onderscheiden van de drie uit de vorige studie.

## Gedrag
Orka's slapen niet volledig, ze moeten immers naar het oppervlak komen om adem te halen en ze moeten opletten voor bedreigingen. Ze rusten uit door de twee hersenhelften om de beurt te laten slapen.
Orka's leven in groepsverband, in zogenoemde pods. Een pod bestaat vaak uit 4 tot 30 orka's. In een orka-pod heeft het oudste vrouwtje vaak de leiding. Er worden ook wel solitaire orka's aangetroffen; dit zijn meestal mannetjes. In een kleine pod zijn de orka's meestal een familie met één volwassen mannetje, twee of drie vrouwtjes en een aantal jongen. Grote pods hebben drie of vier volwassen mannetjes, met ieder een paar vrouwtjes en hun jongen. Grote en kleine pods komen soms tijdelijk samen, waarschijnlijk om te paren of voor voordelen in de jacht.
Verschillende types orka's hebben meestal een ander dialect. Orka's uit verschillende werelddelen lijken elkaar niet te verstaan wanneer ze door mensen bij elkaar worden gezet, wat tot conflicten lijkt te zorgen tussen de orka's. Orka's kunnen soms geluiden imiteren. Zo was een orka in gevangenschap getraind een trainer na te apen.
Orka's kunnen zo'n 56 km/u zwemmen.
Orka's kunnen intens gehecht aan elkaar raken. In 2018 werd in de Stille Oceaan de orka J35 'Tahlequah' waargenomen toen ze haar overleden kalf niet wilde loslaten. Tweeënhalve week lang duwde ze haar dode dochter met haar voorhoofd al zwemmend voort. Hoewel niet exact kan vastgesteld worden waarom ze dit deed, is de meest voorkomende theorie dat ze rouwde. Zo word deze periode ook wel haar 'Tour of Grief' genoemd. In 2025 overleed haar nieuwste pasgeboren kalf weer. Ze droeg dit jong 11 dagen lang op haar neus.

## Voedsel
Het dieet van de orka is gevarieerd. Het menu omvat vis, zeevogels (zoals pelikanen, aalscholvers, pinguïns en meeuwen), pijlinktvissen en zoogdieren, zoals de Weddellzeehond, de zeeleeuw, andere walvisachtigen en zelfs de eland.
Orka's jagen in groepen op volle zee en aan de kust. Ze werken daarbij samen, zoals bij het bijeendrijven van prooien of juist het afzonderen van een walvissenkalf van de moeder. Nabij de kust van Argentinië laten orka's zich bewust stranden om zeeleeuwen te verschalken. Ook is waargenomen dat ze grote ijsschotsen laten kantelen om daarop gevluchte zeehonden te grijpen.
Hoewel orka's apex-roofdieren zijn, vormen wilde orka's geen reëel gevaar voor de mens. Een incident in 1972 is de enige gedocumenteerde 'aanval' van een wilde orka op een mens. Het dier beet een surfer in zijn been in liet toen vrijwel direct los. De pod orka's die rondom de straat van Gibraltar boten aanvallen, richten zich op het roer van de boten. Geen enkele keer is een mens doelgericht aangevallen, ook niet nadat een boot zonk.

## Bedreiging
Als predator aan de top van de voedselketen heeft de orka normaal gesproken geen enkele andere bedreiging dan de mens. Het beschieten van orka's vanwege concurrentie met vissers komt nog steeds voor. Recentelijk is het (strafbare) gebruik van vuurwerk dat op de orka's word geschoten populair geworden rondom de straat van Gibraltar. Verstoring door geluidshinder en boten is een blijvend probleem, net als vervuiling door olielekken en pcb. Pcb's zijn in de meeste landen inmiddels verboden, maar omdat deze in zee maar langzaam afgebroken worden hopen de giftige stoffen zich op in de top van de voedselketen en veroorzaken bij orka's onvruchtbaarheid. Sommige populaties en daarmee hele types orka's met eigen gewoontes worden daardoor met uitsterven bedreigd.
Het Southern Resident orka ecotype dat in de Salish Sea voorkomt wordt ernstig met uitsterven bedreigt door de extreme afname van hun primaire prooi; de Chinookzalm, in het gebied.

## In gevangenschap
Orka's zijn dieren die zich relatief gemakkelijk laten trainen. Zij zijn daardoor populair in dolfinaria en attractieparken, voornamelijk in Noord-Amerika en China.
Orka's zijn wilde dieren. Na een aantal incidenten waarin trainers aangevallen werden en nadat onnatuurlijk gedrag herhaaldelijk werd opgemerkt, werd de kritiek op het gevangen houden van deze dieren steeds groter. De eisen aan de omstandigheden waaronder orka's in gevangenschap worden gehouden worden steeds strenger, maar ongezond gedrag (zoals urenlang stilliggen, eindeloos rondes zwemmen & extreme slijtage aan de tanden door het kauwen op de betonnen wanden van hun verblijf) word nog steeds waargenomen.
Meer dan de helft van de orka's die nu in gevangenschap leven, is er ook geboren. In gevangenschap krijgen orka's vaak een scheve rugvin. Een definitieve verklaring hiervoor heeft men niet. Mogelijk heeft de zwaartekracht meer vat op de rugvin, doordat deze orka's meer tijd aan de oppervlakte doorbrengen dan die in het wild. Mannetjes hebben vaak een grotere rugvin en lijden vaker aan deze afwijking dan vrouwtjes.

## Films

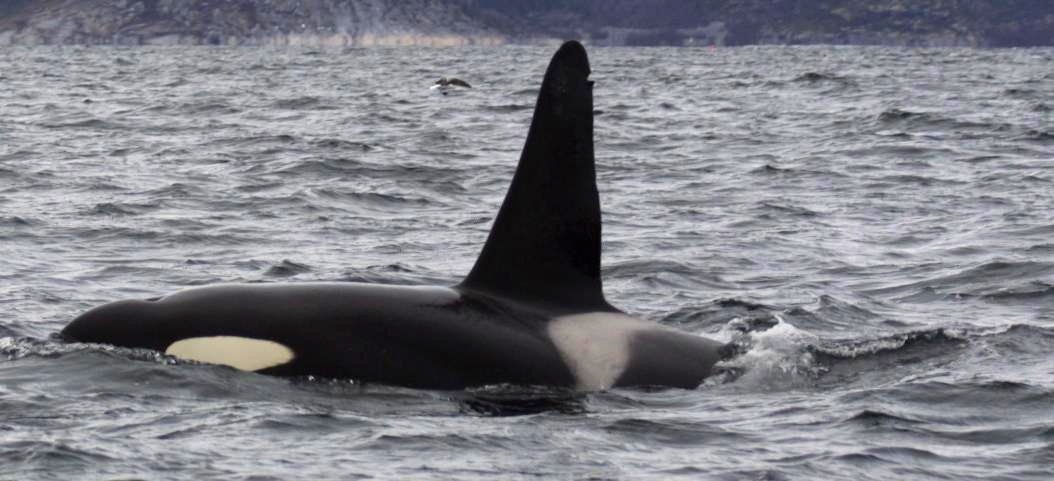
Orka nabij de Noorse fjorden

In enkele speelfilms en documentaires speelt een orka een belangrijke rol.
In 1977 kwam de film Orca: The Killer Whale van Dino De Laurentiis uit. De film, die door velen gezien wordt als cult-horror, vertelt het verhaal van visserman Nolan (Richard Harris) die een orka wil vangen en verkopen. Tijdens zijn eerste poging gaat het mis en doodt hij een zwangere orka. De mannetjesorka die het hele tafereel aanschouwt, blijft Nolan volgen totdat hij wraak heeft genomen.
In 1993 verscheen de eerste van drie Free Willy-films, waarmee de problematiek van orka's in gevangenschap wereldwijd grote aandacht kreeg. In Free Willy I speelde de tamme zwaardwalvis Keiko de rol van Willy, in de andere films werden robots gebruikt.
In 2013 werd, drie jaar na de dood van trainer Dawn Brancheau, de documentaire Blackfish uitgebracht, over incidenten met orka's in gevangenschap. In deze documentaire wordt met name aandacht besteed aan de orka Tilikum, de grootste orka in gevangenschap, die betrokken is geweest bij drie dodelijke incidenten, waaronder dat met Brancheau. In de film wordt kritiek geleverd op het houden van orka's in gevangenschap en wordt vooral SeaWorld Orlando onder vuur genomen.

## Symboliek
De zwaardwalvis had een symbolische betekenis in de Nazca-cultuur, waar het dier voor moed stond. Nazca-krijgers werden vaak afgebeeld als zwaardwalvis met aan het lichaam bevestigde hoofden. De zwaardwalvis werd eerst simpel afgebeeld, maar later steeds gecompliceerder.